# Mistrovství světa v pozemním hokeji mužů 1982
5. mistrovství světa v pozemním hokeji mužů se odehrálo ve dnech 29. prosince 1981 až 12. ledna 1982 na Mahindra Hockey Stadium, který je v těsném sousedství s větším kriketovým stadionem Wankhede Stadium v indické Bombaji. Tento turnaj byl také posledním mistrovstvím světa v pozemním hokeji, které se hrálo na přírodní trávě.

## Program turnaje
Turnaje se zúčastnilo 12 týmů, které byly rozděleny do 2 šestičlenných skupin, ve kterých se hrálo způsobem jeden zápas každý s každým a poté týmy na 1. a 2. místě ve skupinách postoupily do semifinále. Týmy na 3. a 4. místě hrály o 5. až 8. místo a týmy na 5. a 6. místě hrály o 9. až 12. místo.

## Základní skupiny

### Skupina A
- 30. prosince
- Nový Zéland - Španělsko 2:0
- Pákistán - Argentina 6:1
- SRN - Polsko 5:3
- 1. ledna
- SRN - Nový Zéland 2:1
- Pákistán - Španělsko 4:1
- 2. ledna
- Polsko - Argentina 2:1
- Pákistán - Nový Zéland 12:3
- 3. ledna
- Španělsko - Polsko 0:1
- SRN - Argentina 2:0
- 5. ledna
- Pákistán - SRN 5:3
- Argentina - Nový Zéland 5:3
- 6. ledna
- Polsko - Nový Zéland 0:1
- Španělsko - Argentina 4:2
- 7. ledna
- Pákistán - Polsko 4:1
- Španělsko - SRN 1:1

| Poř. | Tým         | Z | V | R | P | VG | OG | B  |
| ---- | ----------- | - | - | - | - | -- | -- | -- |
| 1.   | Pákistán    | 5 | 5 | 0 | 0 | 31 | 9  | 10 |
| 2.   | SRN         | 5 | 3 | 1 | 1 | 13 | 10 | 7  |
| 3.   | Polsko      | 5 | 2 | 0 | 3 | 7  | 11 | 4  |
| 4.   | Nový Zéland | 5 | 2 | 0 | 3 | 10 | 19 | 4  |
| 5.   | Španělsko   | 5 | 1 | 1 | 3 | 6  | 10 | 3  |
| 6.   | Argentina   | 5 | 1 | 0 | 4 | 9  | 17 | 2  |

### Skupina B
- 29. prosince
- Indie - Malajsie 6:2
- 30. prosince
- Nizozemsko - Anglie 6:2
- 31. prosince
- Austrálie - SSSR 3:2
- 1. ledna
- Nizozemsko - Indie 4:3
- Austrálie - Malajsie 3:0
- 2. ledna
- Nizozemsko - Malajsie 3:1
- Anglie - SSSR 1:1
- 3. ledna
- Austrálie - Anglie 2:0
- Indie - SSSR 7:2
- 5. ledna
- Nizozemsko - Austrálie 2:3
- Anglie - Malajsie 1:0
- 6. ledna
- Malajsie - SSSR 2:2
- Indie - Anglie 4:2
- 7. ledna
- Nizozemsko - SSSR 2:2
- Austrálie - Indie 2:1

| Poř. | Tým        | Z | V | R | P | VG | OG | B  |
| ---- | ---------- | - | - | - | - | -- | -- | -- |
| 1.   | Austrálie  | 5 | 5 | 0 | 0 | 13 | 5  | 10 |
| 2.   | Nizozemsko | 5 | 3 | 1 | 1 | 17 | 11 | 7  |
| 3.   | Indie      | 5 | 3 | 0 | 2 | 21 | 12 | 6  |
| 4.   | SSSR       | 5 | 0 | 3 | 2 | 9  | 15 | 3  |
| 5.   | Anglie     | 5 | 1 | 1 | 3 | 6  | 13 | 3  |
| 6.   | Malajsie   | 5 | 0 | 1 | 4 | 5  | 15 | 1  |

## Zápasy o umístění
9. ledna se odehrály oba zápasy o 9. až 12. místo a oba zápasy o 5. až 8. místo. 10. ledna se odehrály zápasy o 11. místo, o 7. místo a obě semifinále. 11. ledna se odehrály zápasy o 9 místo a o 5. místo. 12. ledna se odehrál zápas o 3. místo a finále.

### Schéma zápasů o 9. až 12. místo
|  | O 9. až 12. místo | O 9. až 12. místo | O 9. až 12. místo |  |  | O 9. místo  | O 9. místo  | O 9. místo  |
|  |                   |                   |                   |  |  |             |             |             |
|  | 5.A               | Španělsko         | 2                 |  |  |             |             |             |
|  | 6.B               | Malajsie          | 4                 |  |  |             |             |             |
|  |                   |                   |                   |  |  | 6.B         | Malajsie    | 2           |
|  |                   |                   |                   |  |  | 5.B         | Anglie      | 3           |
|  | 5.B               | Anglie            | 1                 |  |  |             |             |             |
|  | 6.A               | Argentina         | 0                 |  |  | O 11. místo | O 11. místo | O 11. místo |
|  |                   |                   |                   |  |  | 5.A         | Španělsko   | 3           |
|  |                   |                   |                   |  |  | 6.A         | Argentina   | 0           |

### Schéma zápasů o 5. až 8. místo
|  | O 5. až 8. místo | O 5. až 8. místo | O 5. až 8. místo |  |  | O 5. místo | O 5. místo  | O 5. místo |
|  |                  |                  |                  |  |  |            |             |            |
|  | 3.A              | Polsko           | 0                |  |  |            |             |            |
|  | 4.B              | SSSR             | 1                |  |  |            |             |            |
|  |                  |                  |                  |  |  | 4.B        | SSSR        | 1          |
|  |                  |                  |                  |  |  | 3.B        | Indie       | 5          |
|  | 3.B              | Indie            | 3                |  |  |            |             |            |
|  | 4.A              | Nový Zéland      | 2                |  |  | O 7. místo | O 7. místo  | O 7. místo |
|  |                  |                  |                  |  |  | 3.A        | Polsko      | 1          |
|  |                  |                  |                  |  |  | 4.A        | Nový Zéland | 6          |

### Schéma zápasů o medaile
|  | Semifinále | Semifinále | Semifinále |  |  | Finále      | Finále      | Finále      |
|  |            |            |            |  |  |             |             |             |
|  | 1.A        | Pákistán   | 4          |  |  |             |             |             |
|  | 2.B        | Nizozemsko | 2          |  |  |             |             |             |
|  |            |            |            |  |  | 1.A         | Pákistán    | 3           |
|  |            |            |            |  |  | 2.A         | SRN         | 1           |
|  | 1.B        | Austrálie  | 3 (pen.:5) |  |  |             |             |             |
|  | 2.A        | SRN        | 3 (pen.:8) |  |  | Třetí místo | Třetí místo | Třetí místo |
|  |            |            |            |  |  | 2.B         | Nizozemsko  | 2           |
|  |            |            |            |  |  | 1.B         | Austrálie   | 4           |

## Konečné pořadí
| Poř. | Tým         |
| ---- | ----------- |
| 1.   | Pákistán    |
| 2.   | SRN         |
| 3.   | Austrálie   |
| 4.   | Nizozemsko  |
| 5.   | Indie       |
| 6.   | SSSR        |
| 7.   | Nový Zéland |
| 8.   | Polsko      |
| 9.   | Anglie      |
| 10.  | Malajsie    |
| 11.  | Španělsko   |
| 12.  | Argentina   |